# Alex Iwobi
Alex Iwobi (* 3. Mai 1996 in Lagos) ist ein nigerianischer Fußballspieler, der beim FC Fulham in der Premier League spielt.

## Kindheit und Jugendteams
Alex Iwobi wurde in Lagos geboren. Nach einem kurzen Aufenthalt in der Türkei zog er mit seiner Familie im Alter von vier Jahren ins London Borough of Newham, wo er aufwuchs. Sein Onkel mütterlicherseits ist der Profifußballer Jay-Jay Okocha.
Als Kind begann er zunächst bei Rippleway United zu spielen. Er kam zusammen mit Chuba Akpom 2004, im Alter von acht Jahren zum FC Arsenal. Zunächst blieb sein Talent verborgen. Arsenal stand zweimal vor der Entscheidung, ihn gehen zu lassen, einmal mit 14 Jahren und einmal mit 16 Jahren. Beim letzten Mal ließ der FC Arsenal ihm frei, Angebote anderer Vereine anzunehmen. So hatten Crystal Palace, FC Southampton und Celtic Glasgow Interesse an ihm. Doch Iwobi entschied sich zu bleiben, um sein Können unter Beweis zu stellen. Als Iwobi 18 wurde beeindruckte er Arsène Wenger so, dass er ihn in die erste Mannschaft aufnahm.

## Profikarriere
Das erste Jahr bei den U21 passierte noch nicht viel. Erst in der Saison 2014/2015 gelang es ihm Akzente zu setzen. Mit 10 Toren in 19 Spielen überzeugte er erneut Wenger. Ablöseangeboten von FC Brentford, Charlton Athletic und Hull City erteilte Wenger eine Absage. Unter anderem Mesut Özil zeigte sich beeindruckt von dem jungen Fußballer und verglich ihn mit Iwobis Onkel Jay-Jay Okocha sowie Edgar Davids. 2015 unterschrieb er einen Mehrjahresvertrag bei Arsenal.
Sein Premier-League-Debüt gab er am 31. Oktober 2015 gegen Swansea City als Auswechslung für Mesut Özil, um Zeit zu schinden. Sein UEFA-Champions-League-Debüt gab er am 4. November 2015 in einem Spiel gegen den FC Bayern München, bei dem Arsenal 5:1 verlor.
Insgesamt spielte er von 2015 bis 2019 100 Spiele für den FC Arsenal und erzielte dabei 11 Tore. Mit FC Arsenal wurde er 2017 englischer Pokalsieger und gewann den englischen Supercup.
2019 unterschrieb Iwobi einen Fünf-Jahres-Vertrag beim FC Everton. Als Ablösesumme wurden 28 Millionen Pfund gezahlt, 34 Millionen Pfund mit Zusätzen. Sein Debüt für Everton gab er am 24. August 2019 gegen Aston Villa. Sein erstes Tor folgte vier Tage später gegen Lincoln City im EFL-Cup. Sein erstes Liga-Tor erzielte er am 1. September gegen die Wolverhampton Wanderers.
Im September 2023 wechselte er zum FC Fulham.

## Einsätze in der Nationalmannschaft
Iwobi begann seine Nationalmannschaftskarriere in den Jugendteams der FA. Er wurde in der englischen U16-, U17- sowie U18-Nationalmannschaft aufgestellt, doch man entschied sich bei der U19-Auswahl gegen ihn. Da er die doppelte Staatsbürgerschaft hatte, wurde er 2015 von Nigeria angeworben.
Im Oktober 2015 feierte Iwobi sein Debüt im nigerianischen Nationalteam. 2016 war er Teil des nigerianischen Fußballteams bei den Olympischen Sommerspielen 2016 in Rio de Janeiro, kam jedoch nicht in die Spielauswahl. Im Oktober 2017 sicherte er mit einem 1:0-Tor gegen Sambia die Teilnahme Nigerias an der Fußball-Weltmeisterschaft 2018. Bei der Weltmeisterschaft spielte Iwobi in der Gruppenphase bei der Niederlage gegen Kroatien von Beginn an und wurde bei der Niederlage gegen Argentinien und dem Sieg gegen Island eingewechselt. Nigeria schied nach der Gruppenphase aus dem Turnier aus.
2019 erreichte er mit der Mannschaft beim Afrika-Cup den dritten Platz, wobei er in allen sieben Spielen zum Einsatz kam. Beim folgenden Afrika-Cup 2022 bestritt er vier Spiele, ehe er im Achtelfinale gegen Tunesien fünf Minuten nach Einwechselung die rote Karte erhielt. Nigeria verlor das Match 0:1 und musste das Turnier verlassen. Am Afrika-Cup 2024 nahm er erneut teil und konnte mit der Mannschaft bis ins Finale einziehen, unterlag dort jedoch der gastgebenden Elfenbeinküste.

## Rassistische Beleidigung
2019 machte die Bollywood-Schauspielerin Esha Gupta einen Screenshot aus einer WhatsApp-Gruppe über Instagram öffentlich, in der Iwobi rassistisch beleidigt wurde. Gupta gehört der Arsenal Foundation als Ambassador an. Der Post schlug in Indien und England hohe Wellen, zumal Gupta mit einem lachenden Kommentar den Rassismus als lustig erachtete. Sie entschuldigte sich später, doch die Entschuldigung wurde ebenfalls kontrovers aufgenommen. Der Post wurde zudem als Beleg für den latenten Rassismus der indischen Gesellschaft gesehen, der vor allem People of Color aus Afrika bedachte.

## Erfolge
- Englischer Pokalsieger: 2017
- Englischer Supercup: 2017